# Streifenpirol
Der Streifenpirol (Oriolus sagittatus) ist eine Vogelart aus der Familie der Pirole. Sie kommt in großen Teilen Australiens und im südlichen Neuguinea vor.
Das Artepitheton kommt aus dem Lateinischen und bedeutet so viel wie „gesprenkelt mit Pfeilen“.

## Beschreibung

### Aussehen
Der Streifenpirol erreicht eine Länge von etwa 28 cm und wiegt etwa 93–104 g. Es ist ein deutlicher Sexualdimorphismus zu erkennen.
Männchen der Nominatform verfügen über einen olivgrünen Kopf und Oberteile. Rücken und Flanken sind schwarz gestreift. Die Flügeldecken und Handschwingen sind in der Mitte und am Rand schwarz und dazwischen bläulich-grau. Ihre Spitzen sind von weißer bis cremefarbener Farbe. Der Schwanz ist grau und wird nach außen hin blasser. Auf der Oberseite ist er leicht olivgrün getönt und bisweilen mit hellen Flecken versehen. Kinn und Kehle sind olivgrau mit schmalen schwärzlichen Streifen, die sich breiter werdend auf der gesamten, sonst weißen bis cremefarbenen Unterseite fortsetzen. Die Seiten der Brust sind olivgrün gefärbt; der Unterschwanz ist gänzlich weiß. Schnabel und Iris sind rosa bis orange-rot gefärbt; die Beine sind bläulich-grau.
Die Weibchen sind insgesamt grauer als die Männchen. Die Oberseite einschließlich des Oberkopfes ist mit einer auffälligeren zerfurchten Musterung versehen. Die Ränder der Flügel und die Spitzen der Schwanzfedern sind zimtfarben. Das Kinn ist grau und die Seiten der Kehle verfügen über viele Streifen.
Jungvögel haben eine olivgrünlich-graue Oberseite sowie einen schmalen, braunen Überaugenstreif; die Flügel und der Schwanz, der weniger stark entwickelte weiße Schwanzspitzen aufweist, sind mattbraun. Brust und Bauch sind weiß und deutlich gestreift. Schnabel und Iris sind dunkelbraun; die Beine sind dunkelgrau.

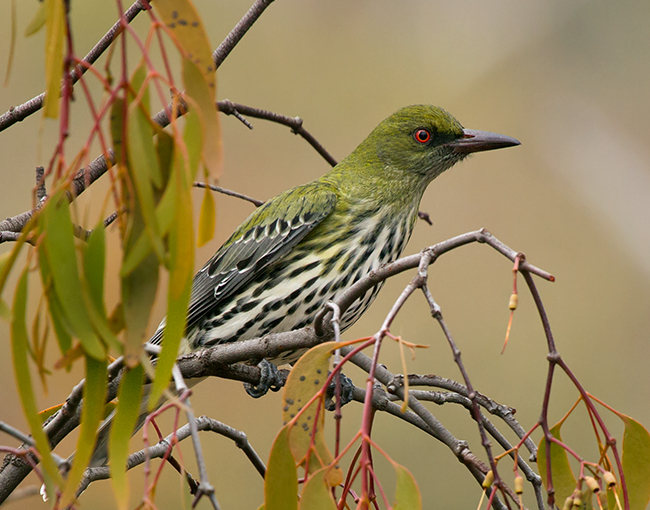

Die Unterart O. s. affinis ist kleiner als die Nominatform und verfügt über einen dünneren Schnabel. Männchen dieser Unterart sind oben hellgrün gefärbt und unten weniger deutlich gestreift. O. s. grisescens ist ebenfalls kleiner. Männchen haben hier eine grauere Oberseite und eher mittelgroße Flecken auf den Schwanzfedern. O. s. magnirostris ist am kleinsten und blassesten. Bei dieser Unterart gibt es sehr viele der keilförmigen Streifen auf der Unterseite. Die Schwanzflecken sind nur sehr schwach ausgeprägt und aufgrund ihrer geringen Größe fast nicht sichtbar.

### Ähnliche Arten
Verwechslungsgefahr besteht vor allem zum Feigenpirol (Sphecotheres viridis). Der Streifenpirol kann von diesem leicht anhand des Schnabels unterschieden werden: Der des Feigenpirols ist schwärzlich, der des Streifenpirols rötlich. Eine weitere ähnliche Art ist der Mangrovepirol (Oriolus flavocinctus), dieser ist jedoch allgemein gelber.

### Stimme
Der abwechslungsreiche und vielfältige Gesang besteht aus einer Reihe von klaren, kräftigen und pfeifenden Tönen, die man mit „orri-orri-orrioul“ oder „or-ee-ee“ wiedergeben kann. Der Warnruf besteht aus einem harschen „chee-et“. Außerdem ahmt der Streifenpirol oft die Rufe anderer Arten nach.

## Verbreitung und Lebensraum
Die Art ist in Australien von Teilen des östlichen und südöstlichen South Australia über fast ganz Victoria, New South Wales und Queensland bis ins nördliche Northern Territory und in die Kimberley-Region im nordöstlichen Western Australia verbreitet. Des Weiteren bewohnt sie die Torres-Strait-Inseln und das südliche Neuguinea.
Der Streifenpirol ist ein Teilzieher. Die südlichen Populationen ziehen im Herbst bis zu 600 km weit nach Norden und kehren im Frühjahr wieder zurück. Sie überwintern dabei zuweilen sogar in ungewohnt trockenen Lebensräumen. Insbesondere gibt es Zugbewegungen zwischen Nordaustralien und Neuguinea. Ziehende Streifenpirole gelangen manchmal bis zu den Kleinen Sundainseln und nach Neubritannien. Im nördlicheren Teil des Verbreitungsgebietes sind die meisten Individuen jedoch Standvögel.
Streifenpirole leben in nahezu allen Arten von halboffenen Wäldern. Sie zeigen jedoch eine Vorliebe zu Eukalyptus- und Myrtenheidenwäldern. Außerdem sind sie in Galeriewäldern, Waldsavannen, Mangrovenwäldern, Parks, Gärten und Golfplätzen sowie in baumreichen urbanen Gebieten anzutreffen.

## Ernährung
Der Streifenpirol ernährt sich sowohl von pflanzlicher als auch von tierischer Nahrung. Zu ersterer zählen Früchte und Beeren wie Feigen, Trauben, Kirschen, Pfirsiche, Bananen und Papayas, die zumeist aus Obstgärten stammen. Des Weiteren werden häufig Früchte von Wildpflanzen wie Kermesbeerengewächsen, Brombeeren, Szechuanpfeffer, Ölbäumen, Zedrachbäumen, Kampferbäumen und Misteln verzehrt; auch Samen und Nektar werden nicht verschmäht.
Zur tierischen Nahrung gehören hauptsächlich Gliederfüßer wie Spinnen und Insekten; aus zuletzt genannter Klasse finden hauptsächlich Blattkäfer, Ameisen, Gottesanbeterinnen und Schmetterlingsraupen Anklang. Seltener werden auch die Nester von Singvögeln wie Honigfressern ausgeraubt, wobei Eier und Jungvögel gefressen werden. Letztendlich hängt die Ernährung allerdings vom lokalen Nahrungsangebot ab.

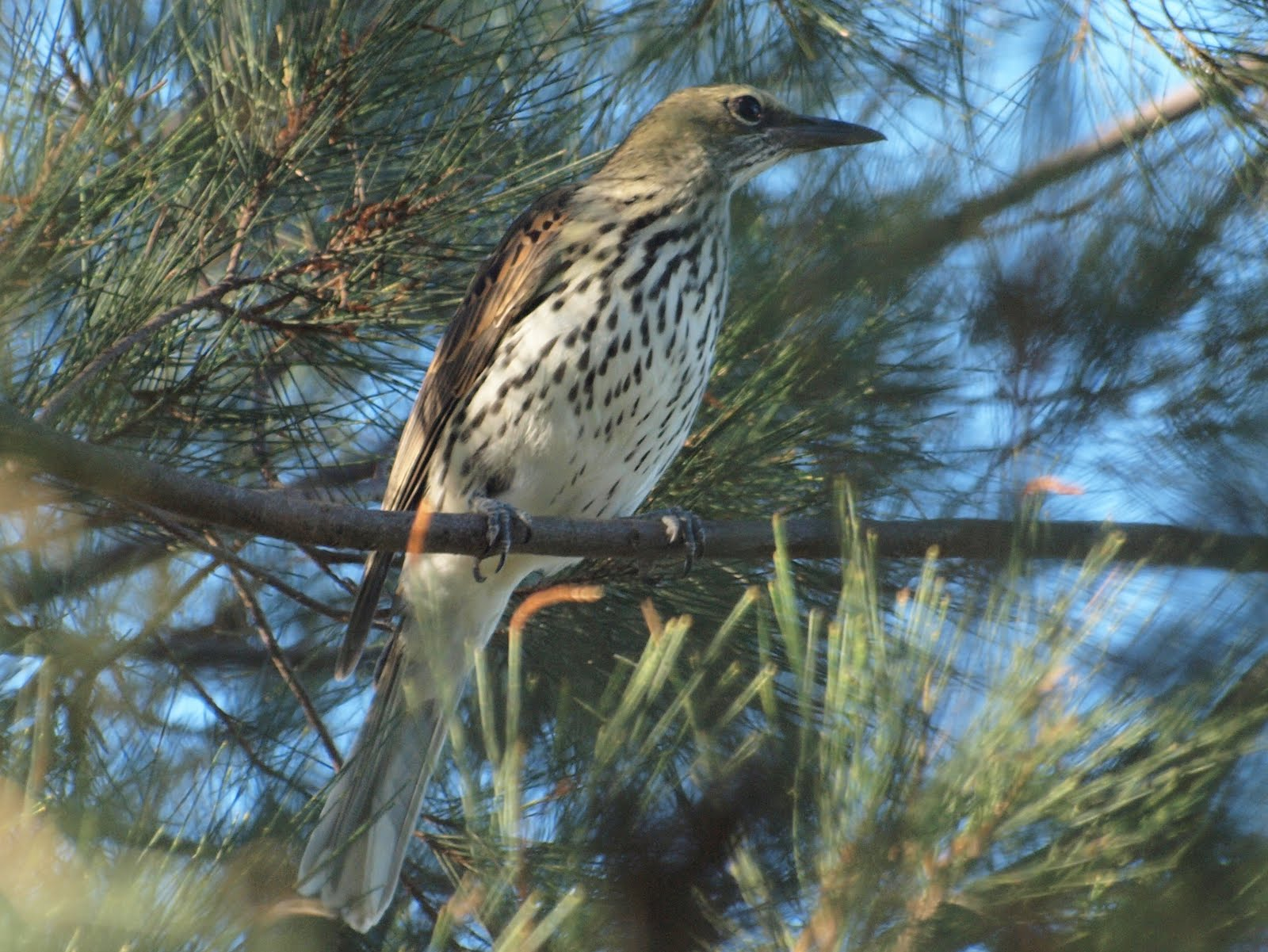
Jungvogel bei Canberra

Die Nahrungssuche erfolgt allein oder zu zweit, im Herbst und Winter oft in kleinen Gruppen. Sie halten sich oft in der Nähe von Feigenpirolen auf. Die Nahrung wird in der Regel in Bäumen erbeutet, seltener auch auf dem Boden oder aus dem Flug.

## Fortpflanzung
In allen Teilen des Jahres wird gebrütet. Eine verstärkte Brutaktivität kann jedoch von August bis Januar festgestellt werden. Es gibt bis zu zwei Jahresbruten. In diesem Fall kümmert sich das Männchen um die älteren Jungvögel, während das Weibchen eine neue Brust beginnt.
Die Art zeigt ein deutliches Territorialverhalten und ihre Rufe sind das ganze Jahr über zu vernehmen.
Das tiefe, becherförmige Nest misst im Durchmesser 14–19 cm und ist 10–15 cm hoch. Es besteht aus ineinander verwobenen Blättern, Gräsern, Rindenstreifen, Ranken, Pflanzendaunen, anderen Pflanzenfasern und Tierhaaren. Innen ist es mit Rinde, Moos, Kräutern und Spinnweben ausgekleidet. Es wird vom Weibchen in einem Zeitraum von etwa zwei Wochen in einer dünnen, waagrechten Astgabel errichtet, die in einer Höhe von etwa 10 m in einem dicht belaubten Baum liegt. Oft wird in der Nähe von Brutkolonien des Australischen Feigenpirols (Sphecotheres vieilloti) gebrütet.
Die 2–3 Eier sind 35 × 23 mm groß und sind mit einer cremegelben bis -braunen Färbung versehen, die (violett-)graue oder bräunliche Flecken aufweist. Sie werden vom Weibchen ca. 16–18 Tage bebrütet. Die Jungvögel werden von beiden Elternteilen mit erbrochenem Futter gefüttert und werden nach 15–17 Tagen flügge.
Der Streifenpirol ist eine typische Wirtsvogelart des brutparisitischen Indischen Koels (Eudynamys scolopacea).

## Systematik
Die Art wurde von John Latham im Jahr 1801 zunächst als Coracias sagittata erstbeschrieben und demnach der Familie der Racken zugeordnet. Inzwischen wird der Streifenpirol jedoch in die Gattung Oriolus gestellt. Heute werden vier Unterarten unterschieden:
- O. s. sagittatus (Latham, 1801) – Ostaustralien
- O. s. affinis Gould, 1848 – Nordwest-Australien und nördliches Zentral-Australien
- O. s. grisescens Schodde & Mason, I.J., 1999 – Cape York Peninsula und Torres-Strait-Inseln
- O. s. magnirostris Van Oort, 1910 – südliches und zentrales Neuguinea

Die Art bildet zusammen mit dem Grantpirol (O. szalayi), dem Halmaherapirol (O. phaeochromus), dem Forstenpirol (O. forsteni), dem Burupirol (O. bouroensis) und dem Sundapirol (O. melanotis) eine Superspezies. Alle diese Arten wurden zusammen mit dem weiter entfernt verwandten Mangrovepirol (O. flavocinctus) früher anhand von Schädelmerkmalen in die inzwischen ungültige Gattung Mimeta eingeordnet.

## Gefährdung
Die Art wird wegen des sehr großen Verbreitungsgebietes von etwa 6.880.000 km² in der Roten Liste der IUCN als nicht gefährdet (Least Concern) eingestuft. Die Bestände nehmen derzeit jedoch ab. Besonders in South Australia sind sie nur noch sehr klein. Der Streifenpirol wird bisweilen als Obstgarten-Schädling angesehen und entsprechend von diesen Anlagen vertrieben; daher profitiert er von Schutzgebieten.